# Lombardei-Rundfahrt
Die Lombardei-Rundfahrt (italienisch offiziell ab 2012 Il Lombardia, früher „Giro di Lombardia“) ist ein klassisches Eintagesrennen im Straßenradsport. Sie wird seit 1905 in der italienischen Region Lombardei ausgetragen.
Traditionell findet die Lombardei-Rundfahrt im Oktober am Ende der Saison statt und trägt den Beinamen „Rennen der fallenden Blätter“ (Classica delle foglie morte). Sie gehört zu den fünf Monumenten des Radsports und ist Teil der UCI WorldTour.
Seit dem Jahr 1907 wird das Rennen von der führenden Sportzeitung des Landes, La Gazzetta dello Sport organisiert. Das Rennen findet jährlich statt und fiel nur in den Jahren 1943 und 1944, aufgrund des Zweiten Weltkriegs aus. Während der COVID-19-Pandemie wurde die Lombardei-Rundfahrt aufgrund des alternativen Radsportkalenders am 15. August 2020 abgehalten.
Fausto Coppi führt die Liste der Rekordsieger mit fünf (viermal davon in Folge) Siegen an, gefolgt von den viermaligen Siegern Alfredo Binda und Tadej Pogačar sowie Henri Pélissier, Costante Girardengo, Gaetano Belloni, Gino Bartali, Sean Kelly und Damiano Cunego mit je drei Siegen.
Seit dem Jahr 1911 wird regelmäßig wenige Tage vor der großen Lombardei-Rundfahrt das Amateur- bzw. Nachwuchsrennen Piccolo Giro di Lombardia ausgetragen, welches seit 2017 Il Piccolo Lombardia heißt.

## Bedeutung
Die Lombardei-Rundfahrt ist eines der wichtigsten Eintagesrennen und gehört zu den Monumenten des Radsports. Das Rennen unterscheidet sich jedoch in zwei Punkten von den anderen „Monumenten“. Zum einen wird die Lombardei-Rundfahrt nicht im Frühjahr, sondern im Herbst ausgetragen, wodurch sie sich zeitlich abgrenzt. Zum anderen beinhaltet die Streckenführung meist eine Vielzahl höherer Anstiege, die teilweise auch über der 1000-Meter-Grenze liegen. Dies begünstigt die Bergfahrer, die bei den anderen „Monumenten“ mit Ausnahme von Lüttich–Bastogne–Lüttich meist geringere Chancen auf einen Erfolg haben. Bis ins Jahr 1994 galt die Lombardei-Rundfahrt als die „Herbst-Weltmeisterschaft“, da sie das einzige große Rennen am Ende der Saison war. Dies änderte sich jedoch mit der Reorganisation des Radsportkalenders durch die UCI (Union Cycliste Internationale). Diese führte dazu, dass die Vuelta a España in den Spätsommer und die UCI-Straßen-Weltmeisterschaften auf Ende September verlegt wurden. Die Lombardei-Rundfahrt behielt ihren Platz und bildet weiterhin den Abschluss der europäischen Herbstklassiker. In den Tagen zuvor werden traditionell mehrere kleinere italienische Eintagesrennen (z. B. Giro dell’Emilia, Tre Valli Varesine und Gran Piemonte) ausgetragen.
Der Sieg bei den drei großen italienischen Radrennen (Giro d’Italia, Mailand–Sanremo und Il Lombardia) im selben Jahr wird als „Tripletta“ bezeichnet. Bisher schafften nur Fausto Coppi (1949) und Eddy Merckx (1972) die Tripletta.

## Geschichte

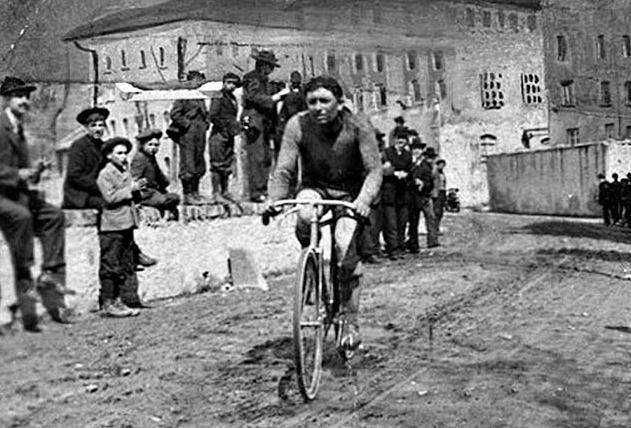
Giovanni Gerbi, Sieger der ersten Austragung der Lombardei-Rundfahrt (1905)

### 1905–1960 (Anfänge)
Die 1. Austragung der Lombardei-Rundfahrt fand im Jahr 1905 statt. Das Rennen geht auf den Journalisten Tullo Morgagni zurück, der dem Mailänder Rennfahrer Pierino Albini eine Möglichkeit geben wollte sich für die Niederlage bei der Coppa del Re gegenüber Giovanni Cuniolo zu revanchieren. Beide Fahrer nahmen das Rennen am 12. November jedoch nicht in Angriff. Stattdessen triumphierte Giovanni Gerbi, der die 230 Kilometer lange Erstaustragung mit einem Vorsprung von über 40 Minuten auf den zweitplatzierten Giovanni Rossignoli gewann. Die Strecke führte von Mailand zunächst Richtung Osten, ehe die Fahrer bei Lodi in Richtung Norden drehten. Am Fuße der Alpen ging es anschließend durch die Städte Bergamo, Lecco, Como und Varese, ehe das Ziel in Legnano im Nordosten von Mailand erreicht wurde. Trotz der Abwesenheit der beiden Rivalen und dem Starterfeld von nur zwölf Fahrern galt das Rennen als großer Erfolg und wurde in den nachfolgenden Jahren erneut ausgetragen.
Während das Rennen zunächst unter dem Namen Milan–Milan bekannt wurde, änderte sich der Name mit der Übernahme der La Gazzetta dello Sport im Jahr 1907 auf „Giro di Lombardia“. Zudem änderte sich auch die Fahrtrichtung, die nun im Uhrzeigersinn verlief. Der einzige Anstieg befand sich zwischen Como und Erba und wurde noch in der ersten Rennhälfte absolviert. Weiters nahmen im Jahr 1907 erstmals auch ausländische Fahrer an der Lombardei-Rundfahrt Teil, wobei der Franzosen Gustave Garrigou als erster Nicht-Italiener bei dem Rennen triumphierte. Im Jahr 1910 stand mit dem Anstieg nach Brinzio (573 m) erstmals ein längerer Anstieg auf dem Programm.
Anders als der Giro d’Italia und die Tour de France fand die Lombardei-Rundfahrt auch während des 1. Weltkriegs (1914–1918) ununterbrochen statt. Der Krieg brachte jedoch einen Rückschritt der Internationalisierung des Rennens, da in den ersten drei Kriegsjahren nur Italiener am Start standen. Nach dem Kriegsende blieb die Lombardei-Rundfahrt weiter vermehrt in italienischer Hand. Mit der Auffahrt zur Madonna del Ghisallo (753 m) stand im Jahr 1919 erstmals der bis heute bekannteste Anstieg des Rennens auf dem Programm. Die erste Befahrung erfolgte jedoch von der Südseite über Asso, die heutzutage als Abfahrt dient. 1942 und 1943 fiel die Lombardei-Rundfahrt aufgrund des 2. Weltkriegs aus. Nachdem das Rennen im Jahr 1944 wieder ausgetragen worden war, triumphierte der Italiener Fausto Coppi viermal in Folge (1946–1949) und kürte sich mit seinem fünften Erfolg im Jahr 1954 zum alleinigen Rekordsieger.

### 1961–2010 (Streckenänderungen)
Im Jahr 1961 kam es zu einer richtungsweisenden Veränderung der Strecke. Nachdem bereits im Vorjahr mit der Muro di Sormano (1124 m) ein weiterer Anstieg eingeführt worden war, ging das Rennen nun zum ersten Mal nicht im Umland von Mailand, sondern in Como zu Ende. Nun betrug die Distanz vom letzten Anstieg bis ins Ziel nicht mehr 80, sondern lediglich 30 Kilometer. Der Grund für die Veränderungen war der Wunsch des Veranstalters nach einem selektiveren Rennen, da die vorangegangenen Austragungen häufig in Massensprints zu Ende gegangen waren. Der Anstieg der bis zu 27 % steilen Muro di Sormano hielt sich bis ins Jahr 1962, ehe er nach andauerndem Protest seitens der Fahrer aus dem Programm genommen wurde. ] Die Veranstalter hielten jedoch am Zielort Como fest und führten die Lombardei-Rundfahrt im Jahr 1963 für einige Kilometer in die Schweiz, ehe es über den Vacio di Valmára (831 m) zurück nach Italien ging. Mit dem Passo d’Intelvi (738 m) wurde zudem ein neuer Schlussanstieg befahren. Im Bestreben das Rennen auf rein italienischem Boden auszutragen kam es im Jahr 1964 erneut zu einer Kursänderung, die sich für längere Zeit etablieren sollte. Nach dem Start in Mailand ging es zunächst zum Anstieg der Madonna del Ghisallo und dem Colle di Balisio (723 m), ehe der Comer See gegen den Uhrzeigersinn umrundet wurde. Der Passo d’Intelvi blieb das letzte große Hindernis, ehe ein kurzer Schlussanstieg nach San Fermo della Battaglia (397 m) folgte. Die Strecke veränderte sich bis ins Jahr 1984 nur geringfügig, wobei im Jahr 1983 der Start erstmals in Brescia und nicht in Mailand erfolgte. Die Lombardei-Rundfahrt war mittlerweile zu einem großen internationalen Rennen aufgestiegen und war Teil der Super-Prestige-Pernod-Wertung, die den erfolgreichsten und vielseitigsten Radsportler über ein Punktesystem bei den wichtigsten Rennen ermittelte. Zudem hatten sich berühmte Fahrer wie Felice Gimondi (1966, 1973), Eddy Merckx (1971, 1972), Francesco Moser (1975, 1978), Bernard Hinault (1979) und Sean Kelly (1983) in die Siegerliste des „Monuments“ eingetragen.

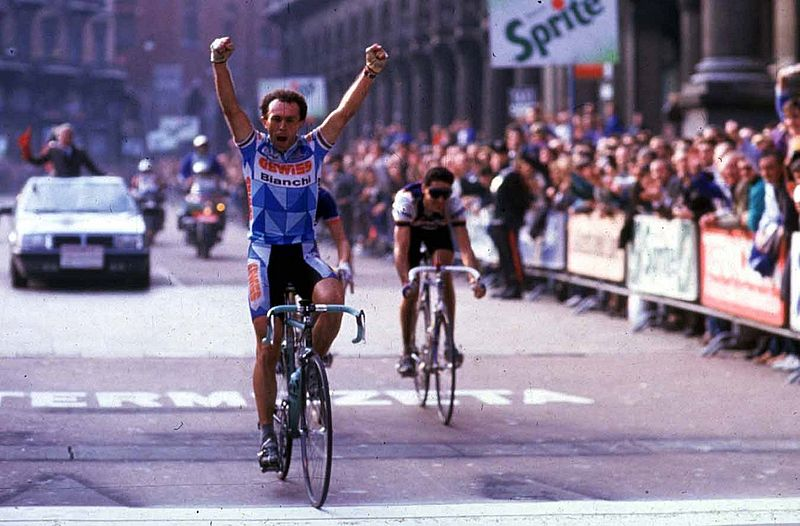
Moreno Argentin gewinnt die Lombardei-Rundfahrt 1987

Ab dem Jahr 1985 tauschten der Start- und der Zielort die Plätze. Der Passo d’Intelvi, der in den vorherigen Austragungen oft die Rennentscheidung gebracht hatte, wurde bereits wenige Kilometer nach dem Start passiert, ehe es im Uhrzeigersinn um den Comer See ging. Mit der Auffahrt nach Esino Lario (900 m) stand ein neuer Anstieg auf dem Programm, ehe es über den Colle di Balisio zum Schlussanstieg ging, der über die Nordauffahrt zur Madonna del Ghisallo führte. Die letzten rund 60 Kilometer führten anschließend flach nach Mailand. Die neue Strecke sollte jedoch nur einmal genutzt werden, da sich die Organisatoren bereits nach neuen Anstiegen umsahen, um das Rennen schwerer zu machen. Im Anschluss an die Anstiege von Madonna del Ghisallo und Esino Lario folgten aus diesem Grund im Jahr 1986 der Passo di Valcava (1340 m) und der Colle di Valpiana (998 m). Im Jahr 1990 folgte die nächste Streckenänderung als Monza als Start und Zielort ausgewählt wurde. Mit dem Anstieg nach Madonna del Ghisallo und dem Passo di Valcava verblieben nur noch zwei größere Anstiege, ehe es über den Colle Brianza (537 m) und die Via Lissolo (522 m) in Richtung Ziel ging. Sean Kelly feierte auf den neuen Kursen in den Jahren 1985 und 1991 seinen zweiten und dritten Sieg, während sich Tony Rominger als erster Schweizer in den Jahren 1989 und 1992 durchsetzte.
Im Jahr 1995 ging die Lombardei-Rundfahrt erstmals in Bergamo zu Ende. Nach dem Start in Varese ging es über Como zur Nordauffahrt der Madonna del Ghisallo. Mit dem Colle Brianza und Passo di Valcava wurden zwei weitere Anstiege des Vorjahres befahren, ehe die Schlusssteigung über den Colle Gallo (763 m) führte, der von der Ostseite befahren wurde. Im Jahr 1998 wurde der Colle Gallo vom kleineren Colle Aperto (368 m) ersetzt, der sich in der Città Alta von Bergamo befand und somit nur vier Kilometer vor der Ziellinie überquert wurde. Im Bestreben weitere Anstiege ins Programm aufzunehmen änderte sich die Streckenführung in den nachfolgenden Jahren mehrmals. Während die erste Rennhälfte unverändert blieb, wurden nach Lecco unterschiedliche Anstiege befahren. 1999 nahm das Fahrerfeld erstmals die Ostauffahrt nach Selvino (948 m) in Angriff, ehe es über Olda (807 m) und auf den Forcella di Bura (885 m) ging. Mit dem Berbenno (695 m) folgte zudem ein neuer Schlussanstieg, ehe die kurze Auffahrt auf in die Città Alta von Bergamo erfolgte. Während Olda und der Forcella di Bura nach nur einem Jahr wieder aus dem Programm gestrichen wurden, kehrte im Jahr 2000 der Colle Gallo ins Programm zurück und die Strecke führte erneut über Selvino und Berbenno in Richtung Ziel. Mit dem Colle dei Pasta (410 m) und der kurzen Auffahrt nach Bracca (592 m) etablierten sich in den Folgejahren zwei weitere kurze Steigungen. In Bergamo triumphierten unter anderen auch Andrea Tafi (1996), Laurent Jalabert (1997), Danilo Di Luca (2001), Damiano Cunego (2004) und Paolo Bettini (2005).
Im Jahr 2004 wurde erneut Como als Zielort angefahren und die Lombardei-Rundfahrt kehrte mit dem Startort Mendrisio in die Schweiz zurück. Zudem führte die Strecke auf den ersten Kilometern wieder über den Passo d’Intelvi. Im Anschluss wurde der Comer See im Uhrzeigersinn umrundet, ehe der es über Premana und den Colle di Balisio nach Lecco ging. Der Anstieg nach Madonna del Ghisallo rückte erneut in den Mittelpunkt des Rennens, da er nur rund 50 Kilometer vor dem Ziel passiert wurde. Im Finale etablierten sich die Ostauffahrt nach Civiglio (613 m) und der bereits bekannten Anstieg nach San Fermo della Battaglia. Die Strecke blieb bis ins Jahr 2009 relativ unverändert. Einzig die Auffahrt nach Premana wurde nach nur einem Jahr gestrichen und der Startort wechselte im Jahr 2007 nach Varese. Im Jahr 2010 kehrte die steile Muro di Sormano ins Programm der Lombardei-Rundfahrt zurück, nachdem die Straße überarbeitet und asphaltiert worden war. Die Auffahrt erfolgte kurz nach jener der Madonna del Ghisallo und stellte vor dem Anstieg nach San Fermo della Battaglia die letzte Schwierigkeit der Strecke dar. In Como feierten zunächst Paolo Bettini und Damiano Cunego weitere Erfolge, ehe der Belgier Philippe Gilbert in den Jahren 2009 und 2010 triumphierte.
In den Jahren 2005 bis 2007 war die Lombardei-Rundfahrt Teil der von der UCI (Union Cycliste Internationale) organisierten UCI ProTour. Nach Streitigkeiten zwischen dem Veranstalter RCS und der UCI stieg das „Rennen der fallenden Blätter“ aus der Rennserie aus und schien stattdessen ab dem Jahr 2009 in dem sogenannten UCI World Calendar auf, der die UCI ProTour übergangsmäßig abgelöst hatte.

### 2011–heute (Il Lombardia)
Seit dem Jahr 2011 läuft die Lombardei-Rundfahrt unter dem Namen „Il Lombardia“, da der Organisator RCS die Bezeichnung „Giro“ nur für die italienische Grand Tour, den Giro d'italia, vergeben wollte. Zudem wurde das Rennen ein Teil der neu gegründeten UCI WorldTour, in der die wichtigsten Straßenradrennen vertreten sind.[26] Zwischen den Jahren 2011 und 2013 fungierte schließlich auch Lecco als Zielort. Die Austragungen führten über den Passo di Valcava, die Muro di Sormano und den Anstieg von Madonna del Ghisallo. Mit der Auffahrt nach Villa Vergano (522 m) wurde ein neuer Schlussanstieg genutzt, der rund zehn Kilometer vor dem Ziel überquert wurde. Ab dem Jahr 2014 ändert die Lombardei-Rundfahrt ihre Strecke jährlich, wobei sich stets Bergamo und Como als Start und Zielort abwechseln. Nachdem sich mit Joaquim Rodríguez (2012, 2013) und Vincenzo Nibali (2015, 2017) zwei weitere zweimal hatten in die Siegerliste eintragen können, gewann der Kolumbianer Esteban Chaves als erster Nicht-Europäer im Jahr 2016. In den Jahren 2021 bis 2024 gewann der Slowene Tadej Pogačar die Rundfahrt viermal in Folge.

## Strecke

### Moderne Streckenführung

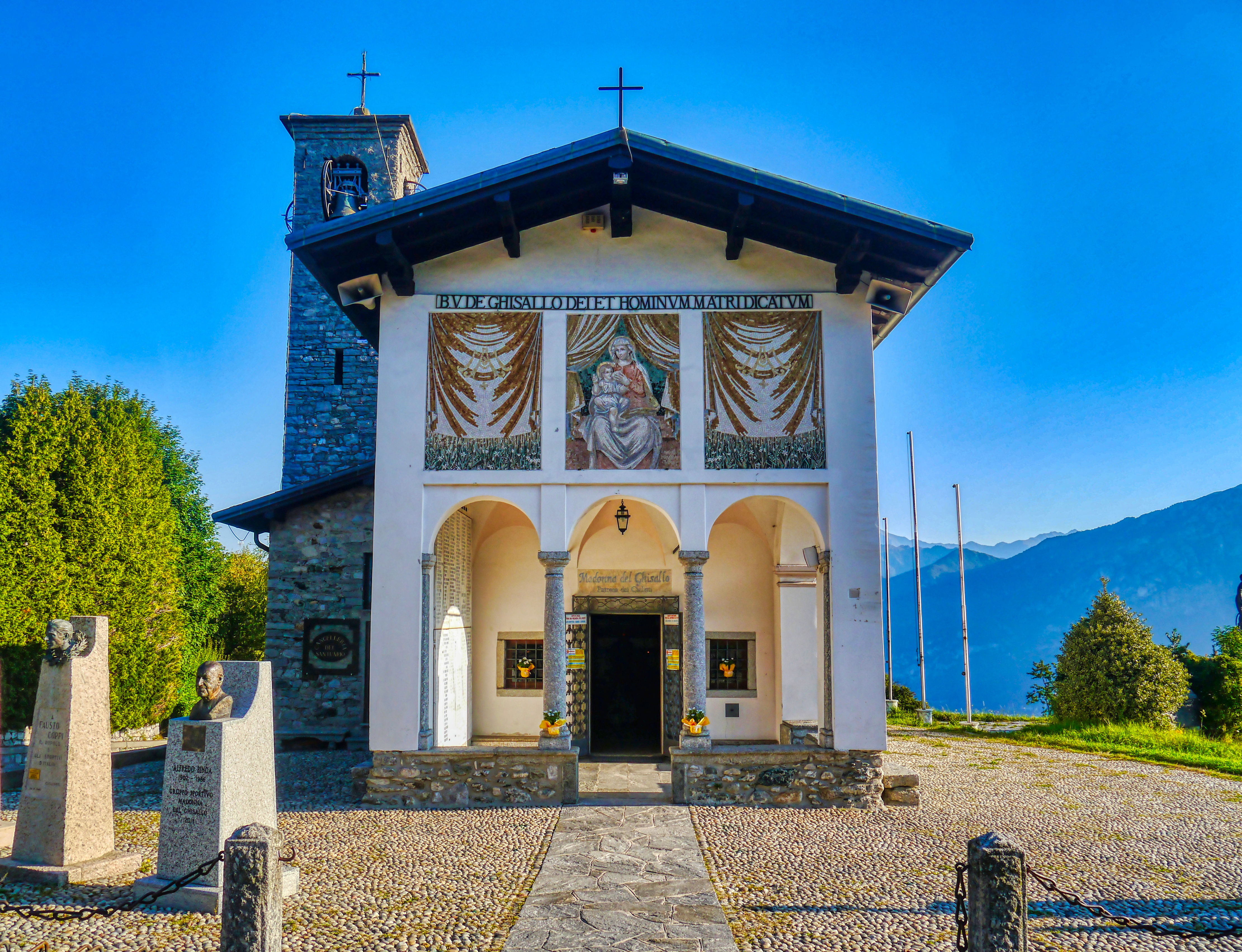
Madonna del Ghisallo

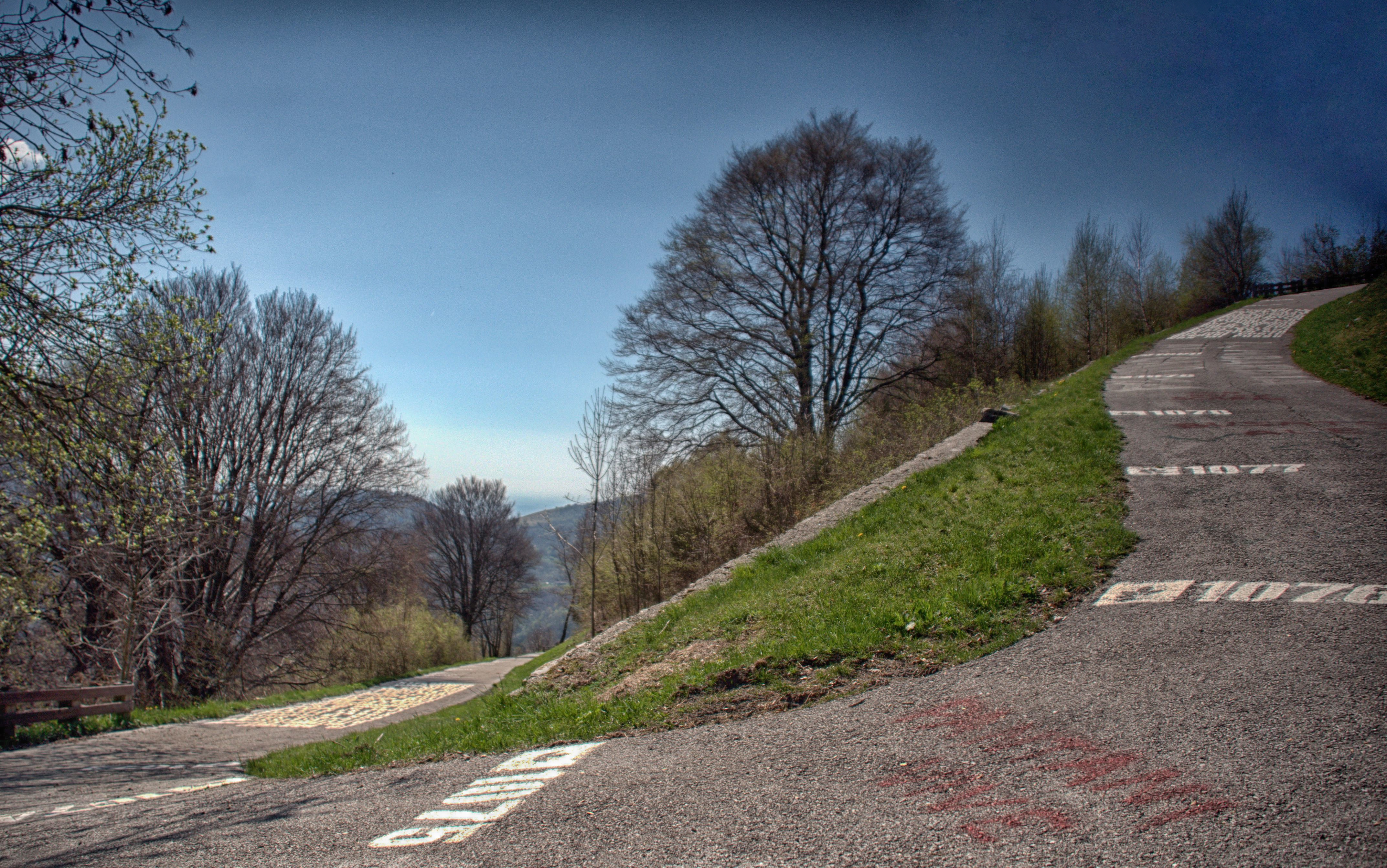
Anstieg der Muro di Sormano

Seit dem Jahr 2014 wechseln sich die beiden Städte Bergamo und Como unregelmäßig als Start- und Zielorte ab. Bergamo diente in den Jahren 2014, 2016, 2021 und 2023 als Ziel, während das Rennen 2015, 2017–2020 und 2022 in Como zu Ende ging. Die beiden Kurse, die entweder von West nach Ost oder Ost nach West führen unterscheiden sich stark voneinander, wobei einzig der Anstieg zur Madonna del Ghisallo (753 m) einen Fixpunkt in der modernen Streckenführung darstellt.
Der häufiger befahrene Ost-West-Kurs, der in Como zu Ende geht führt in der ersten Rennhälfte über den Colle Gallo (763 m) und Colle Brianza (537 m), ehe es ans Ufer des Comer See geht. Im letzten Drittel der Renndistanz folgt eine Kombination der Anstiege zur Madonna del Ghisallo und zur Muro di Sormano (1124 m), auf der meist eine Vorentscheidung fällt. Bei der Muro die Sormano handelt es sich um eine kleine Nebenstraße, die auf den letzten rund zwei Kilometern auf den Colma di Sormano führt. Sie weist eine durchschnittliche Steigung von 15,8 % auf und beinhaltet Rampen von bis zu 27 %. Im Anschluss folgt eine technisch anspruchsvolle Abfahrt, die nach Nesso führt. Nun folgen rund 15 flache Kilometer, die die Fahrer nach Como führen. Nun folgt der rund vier Kilometer lange Anstieg nach Civiglio (613 m), der eine durchschnittliche Steigung von rund 10 % aufweist. Nach einer weiteren technischen Abfahrt folgt der kurze Schlussanstieg nach San Fermo della Battaglia (397 m) von dem es anschließend bergab nach Como geht, wo sich das Ziel auf der Lungo Lario Trento befindet. Im Jahr 2022 änderte sich der Kurs, wobei neue Anstiege eingeführt und die Muro di Sormano ausgelassen wurde.
Der West-Ost-Kurs, der in Bergamo zu Ende geht variiert in seiner Streckenführung stärker als der Ost-West-Kurs. Nach dem Start in Como geht es bereits nach wenigen Kilometern zum Anstieg der Madonna del Ghisallo. Im Anschluss geht es vorbei an Lecco ins Bergland um Bergamo. Hier nutzen die Organisatoren immer wieder unterschiedliche Anstiege. Zu den bekanntesten gehören der Passo di Valcava (1340 m), sowie die Auffahrten nach Selvino (948 m) und Berbenno (695 m). Im Finale erfolgt mit dem Colle Aperto (368 m) ein kurzer Anstieg, der in die Città Alta von Bergamo führt. Hier nutzt die Organisation die Via Maironi Giovanni da Ponte, die auf Kopfsteinpflaster durch das Porta San Lorenzo führt und auf einer Länge von rund eineinhalb Kilometern mit maximal 12 % ansteigt. Nach dem Erreichen der Kuppe führen die letzten drei Kilometer bergab zum Ziel.

### Ehemalige Streckenführung
Die Streckenführung der Lombardei-Rundfahrt veränderte sich im Verlauf der Jahre. Während das Rennen zunächst ausschließlich auf flachen Straßen verlief, wurden nach und nach mehr Anstiege ins Programm aufgenommen. Die kürzeste Distanz wurde bei der 38. Austragung im Jahr 1942 absolviert und führte mit Start und Ziel in Mailand über 184 Kilometer. Die längsten Austragungen fanden zwischen den Jahren 1964 und 1978 statt als es über 266 Kilometer von Mailand nach Como ging. Auslandsabschnitte in der Schweiz fanden das letzte Mal im Jahr 2006 statt und die letzte Nordumfahrung des Comer Sees stand im Jahr 2010 auf dem Programm. Der Anstieg des Passo d’Intelvi (738 m) wurde 1984 das letzte Mal im Finale überquert, ehe er zuletzt 2010 wenige Kilometer nach dem Start befahren wurde.

### Start- und Zielorte
| Jahr      | Start     | Ziel    |
| --------- | --------- | ------- |
| 1905–1960 | Mailand   | Mailand |
| 1961–1976 | Mailand   | Como    |
| 1977      | Seveso    | Como    |
| 1978–1982 | Mailand   | Como    |
| 1983      | Brescia   | Como    |
| 1984      | Mailand   | Como    |
| 1985–1989 | Como      | Mailand |
| 1990–1994 | Monza     | Monza   |
| 1995–2001 | Varese    | Bergamo |
| 2002      | Cantù     | Bergamo |
| 2003      | Como      | Bergamo |
| 2004–2006 | Mendrisio | Como    |
| 2007–2009 | Varese    | Como    |
| 2010      | Mailand   | Como    |
| 2011      | Mailand   | Lecco   |
| 2012–2013 | Bergamo   | Lecco   |
| 2014      | Como      | Bergamo |
| 2015      | Bergamo   | Como    |
| 2016      | Como      | Bergamo |
| 2017–2020 | Bergamo   | Como    |
| 2021      | Como      | Bergamo |
| 2022      | Bergamo   | Como    |
| 2023      | Como      | Bergamo |
| 2024      | Bergamo   | Como    |

## Palmarès
| Jahr | Sieger                   | Zweiter                | Dritter              |
| ---- | ------------------------ | ---------------------- | -------------------- |
| 1905 | Giovanni Gerbi           | Giovanni Rossignoli    | Luigi Ganna          |
| 1906 | Cesare Brambilla         | Carlo Galetti          | Luigi Ganna          |
| 1907 | Gustave Garrigou         | Ernesto Azzini         | Luigi Ganna          |
| 1908 | François Faber           | Luigi Ganna            | Giovanni Gerbi       |
| 1909 | Giovanni Cuniolo         | Omer Beaugendre        | Louis Trousselier    |
| 1910 | Giovanni Micheletto      | Luigi Ganna            | Luigi Bailo          |
| 1911 | Henri Pélissier          | Giovanni Micheletto    | Cyrille Van Hauwaert |
| 1912 | Carlo Oriani             | Enrico Verde           | Maurice Brocco       |
| 1913 | Henri Pélissier          | Maurice Brocco         | Marcel Godivier      |
| 1914 | Lauro Bordin             | Giuseppe Azzini        | Pierino Piacco       |
| 1915 | Gaetano Belloni          | Paride Ferrari         | Gaetano Caravaglia   |
| 1916 | Leopoldo Torricelli      | Camillo Bertarelli     | Alfredo Sivocci      |
| 1917 | Philippe Thys            | Henri Pélissier        | Leopoldo Torricelli  |
| 1918 | Gaetano Belloni          | Alfredo Sivocci        | Carlo Galetti        |
| 1919 | Costante Girardengo      | Gaetano Belloni        | Heiri Suter          |
| 1920 | Henri Pélissier          | Giovanni Brunero       | Gaetano Belloni      |
| 1921 | Costante Girardengo      | Gaetano Belloni        | Federico Gay         |
| 1922 | Costante Girardengo      | Giuseppe Azzini        | Bartolomeo Aimo      |
| 1923 | Giovanni Brunero         | Pietro Linari          | Federico Gay         |
| 1924 | Giovanni Brunero         | Costante Girardengo    | Pietro Linari        |
| 1925 | Alfredo Binda            | Battista Giuntelli     | Ermanno Vallazza     |
| 1926 | Alfredo Binda            | Antonio Negrini        | Ermanno Vallazza     |
| 1927 | Alfredo Binda            | Alfonso Piccin         | Antonio Negrini      |
| 1928 | Gaetano Belloni          | Allegro Grandi         | Pietro Fossati       |
| 1929 | Pietro Fossati           | Adriano Zanaga         | Raffaele Di Paco     |
| 1930 | Michele Mara             | Alfredo Binda          | Learco Guerra        |
| 1931 | Alfredo Binda            | Michele Mara           | Giovanni Firpo       |
| 1932 | Antonio Negrini          | Domenico Piemontesi    | Remo Bertoni         |
| 1933 | Domenico Piemontesi      | Luigi Barral           | Pietro Rimoldi       |
| 1934 | Learco Guerra            | Mario Cipriani         | Domenico Piemontesi  |
| 1935 | Enrico Mollo             | Aldo Bini              | Gino Bartali         |
| 1936 | Gino Bartali             | Diego Marabelli        | Luigi Barral         |
| 1937 | Aldo Bini                | Gino Bartali           | Aimone Landi         |
| 1938 | Cino Cinelli             | Gino Bartali           | Osvaldo Bailo        |
| 1939 | Gino Bartali             | Adolfo Leoni           | Salvatore Crippa     |
| 1940 | Gino Bartali             | Osvaldo Bailo          | Cino Cinelli         |
| 1941 | Mario Ricci              | Cino Cinelli           | Severino Canavesi    |
| 1942 | Aldo Bini                | Gino Bartali           | Quirino Toccacelli   |
| 1945 | Mario Ricci              | Aldo Bini              | Gino Bartali         |
| 1946 | Fausto Coppi             | Luigi Casola           | Michele Motta        |
| 1947 | Fausto Coppi             | Gino Bartali           | Italo De Zan         |
| 1948 | Fausto Coppi             | Adolfo Leoni           | Fritz Schär          |
| 1949 | Fausto Coppi             | Ferdy Kübler           | Nedo Logli           |
| 1950 | Renzo Soldani            | Antonio Bevilacqua     | Fausto Coppi         |
| 1951 | Louison Bobet            | Giuseppe Minardi       | Fausto Coppi         |
| 1952 | Giuseppe Minardi         | Nino Defilippis        | Arigo Padovan        |
| 1953 | Bruno Landi              | Pino Cerami            | Pierre Molinéris     |
| 1954 | Fausto Coppi             | Fiorenzo Magni         | Mino De Rossi        |
| 1955 | Cleto Maule              | Fred De Bruyne         | Angelo Conterno      |
| 1956 | André Darrigade          | Fausto Coppi           | Fiorenzo Magni       |
| 1957 | Diego Ronchini           | Bruno Monti            | Aurelio Cestari      |
| 1958 | Nino Defilippis          | Miguel Poblet          | Michel Van Aerde     |
| 1959 | Rik Van Looy             | Willy Vannitsen        | Miguel Poblet        |
| 1960 | Emile Daems              | Diego Ronchini         | Marino Fontana       |
| 1961 | Vito Taccone             | Imerio Massignan       | Renzo Fontona        |
| 1962 | Jo de Roo                | Livio Trapè            | Alcide Cerato        |
| 1963 | Jo de Roo                | Adriano Durante        | Michele Dancelli     |
| 1964 | Gianni Motta             | Carmine Preziosi       | Jos Hoevenaers       |
| 1965 | Tom Simpson              | Gerben Karstens        | Jean Stablinski      |
| 1966 | Felice Gimondi           | Eddy Merckx            | Raymond Poulidor     |
| 1967 | Franco Bitossi           | Felice Gimondi         | Raymond Poulidor     |
| 1968 | Herman Van Springel      | Franco Bitossi         | Eddy Merckx          |
| 1969 | Jean-Pierre Monseré      | Herman Van Springel    | Franco Bitossi       |
| 1970 | Franco Bitossi           | Felice Gimondi         | Gianni Motta         |
| 1971 | Eddy Merckx              | Franco Bitossi         | Frans Verbeeck       |
| 1972 | Eddy Merckx              | Cyrille Guimard        | Felice Gimondi       |
| 1973 | Felice Gimondi           | Roger De Vlaeminck     | Herman Van Springel  |
| 1974 | Roger De Vlaeminck       | Eddy Merckx            | Tino Conti           |
| 1975 | Francesco Moser          | Enrico Paolini         | Alfredo Chinetti     |
| 1976 | Roger De Vlaeminck       | Bernard Thévenet       | Wladimiro Panizza    |
| 1977 | Gianbattista Baronchelli | Jean-Luc Vandenbroucke | Franco Bitossi       |
| 1978 | Francesco Moser          | Bernt Johansson        | Bernard Hinault      |
| 1979 | Bernard Hinault          | Silvano Contini        | Giovanni Battaglin   |
| 1980 | Alfons De Wolf           | Alfredo Chinetti       | Ludo Peeters         |
| 1981 | Hennie Kuiper            | Moreno Argentin        | Alfredo Chinetti     |
| 1982 | Giuseppe Saronni         | Pascal Jules           | Francesco Moser      |
| 1983 | Sean Kelly               | Greg LeMond            | Adrie van der Poel   |
| 1984 | Bernard Hinault          | Ludo Peeters           | Teun van Vliet       |
| 1985 | Sean Kelly               | Adrie van der Poel     | Charly Mottet        |
| 1986 | Gianbattista Baronchelli | Sean Kelly             | Phil Anderson        |
| 1987 | Moreno Argentin          | Eric Van Lancker       | Marc Madiot          |
| 1988 | Charly Mottet            | Gianni Bugno           | Marino Lejarreta     |
| 1989 | Tony Rominger            | Gilles Delion          | Luc Roosen           |
| 1990 | Gilles Delion            | Pascal Richard         | Charly Mottet        |
| 1991 | Sean Kelly               | Martial Gayant         | Franco Ballerini     |
| 1992 | Tony Rominger            | Claudio Chiappucci     | Davide Cassani       |
| 1993 | Pascal Richard           | Giorgio Furlan         | Maximilian Sciandri  |
| 1994 | Wladislaw Bobrik         | Claudio Chiappucci     | Pascal Richard       |
| 1995 | Gianni Faresin           | Daniele Nardello       | Michele Bartoli      |
| 1996 | Andrea Tafi              | Fabian Jeker           | Axel Merckx          |
| 1997 | Laurent Jalabert         | Paolo Lanfranchi       | Francesco Casagrande |
| 1998 | Oscar Camenzind          | Michael Boogerd        | Felice Puttini       |
| 1999 | Mirko Celestino          | Danilo Di Luca         | Eddy Mazzoleni       |
| 2000 | Raimondas Rumšas         | Francesco Casagrande   | Niklas Axelsson      |
| 2001 | Danilo Di Luca           | Giuliano Figueras      | Michael Boogerd      |
| 2002 | Michele Bartoli          | Davide Rebellin        | Oscar Camenzind      |
| 2003 | Michele Bartoli          | Angelo Lopeboselli     | Dario Frigo          |
| 2004 | Damiano Cunego           | Michael Boogerd        | Ivan Basso           |
| 2005 | Paolo Bettini            | Gilberto Simoni        | Fränk Schleck        |
| 2006 | Paolo Bettini            | Samuel Sánchez         | Fabian Wegmann       |
| 2007 | Damiano Cunego           | Riccardo Riccò         | Samuel Sánchez       |
| 2008 | Damiano Cunego           | Janez Brajkovič        | Rigoberto Urán       |
| 2009 | Philippe Gilbert         | Samuel Sánchez         | Alexander Kolobnew   |
| 2010 | Philippe Gilbert         | Michele Scarponi       | Pablo Lastras        |
| 2011 | Oliver Zaugg             | Daniel Martin          | Joaquim Rodríguez    |
| 2012 | Joaquim Rodríguez        | Samuel Sánchez         | Rigoberto Urán       |
| 2013 | Joaquim Rodríguez        | Alejandro Valverde     | Rafał Majka          |
| 2014 | Daniel Martin            | Alejandro Valverde     | Rui Costa            |
| 2015 | Vincenzo Nibali          | Daniel Moreno          | Thibaut Pinot        |
| 2016 | Esteban Chaves           | Diego Rosa             | Rigoberto Urán       |
| 2017 | Vincenzo Nibali          | Julian Alaphilippe     | Gianni Moscon        |
| 2018 | Thibaut Pinot            | Vincenzo Nibali        | Dylan Teuns          |
| 2019 | Bauke Mollema            | Alejandro Valverde     | Egan Bernal          |
| 2020 | Jakob Fuglsang           | George Bennett         | Alexander Wlassow    |
| 2021 | Tadej Pogačar            | Fausto Masnada         | Adam Yates           |
| 2022 | Tadej Pogačar            | Enric Mas              | Mikel Landa          |
| 2023 | Tadej Pogačar            | Andrea Bagioli         | Primož Roglič        |
| 2024 | Tadej Pogačar            | Remco Evenepoel        | Giulio Ciccone       |
| 2025 |                          |                        |                      |

Mehrfachsieger
| #  | Name                     | Siege | Zweiter | Dritter | Siegjahre                    |
| -- | ------------------------ | ----- | ------- | ------- | ---------------------------- |
| 1  | Fausto Coppi             | 5     | 1       | 2       | 1946, 1947, 1948, 1949, 1954 |
| 2  | Alfredo Binda            | 4     | 1       | 0       | 1925, 1926, 1927, 1931       |
| 3  | Tadej Pogačar            | 4     | 0       | 0       | 2021, 2022, 2023, 2024       |
| 4  | Gino Bartali             | 3     | 4       | 2       | 1936, 1939, 1940             |
| 5  | Gaetano Belloni          | 3     | 2       | 1       | 1915, 1918, 1928             |
| 6  | Sean Kelly               | 3     | 1       | 0       | 1983, 1985, 1991             |
| 6  | Costante Girardengo      | 3     | 1       | 0       | 1919, 1921, 1922             |
| 6  | Henri Pélissier          | 3     | 1       | 0       | 1911, 1913, 1920             |
| 9  | Damiano Cunego           | 3     | 0       | 0       | 2004, 2007, 2008             |
| 10 | Franco Bitossi           | 2     | 2       | 2       | 1967, 1970                   |
| 11 | Eddy Merckx              | 2     | 2       | 1       | 1971, 1972                   |
| 11 | Felice Gimondi           | 2     | 2       | 1       | 1966, 1973                   |
| 13 | Aldo Bini                | 2     | 2       | 0       | 1937, 1942                   |
| 14 | Vincenzo Nibali          | 2     | 1       | 0       | 2015, 2017                   |
| 14 | Roger De Vlaeminck       | 2     | 1       | 0       | 1974, 1976                   |
| 14 | Giovanni Brunero         | 2     | 1       | 0       | 1923, 1924                   |
| 17 | Joaquim Rodríguez        | 2     | 0       | 1       | 2012, 2013                   |
| 17 | Michele Bartoli          | 2     | 0       | 1       | 2002, 2003                   |
| 17 | Bernard Hinault          | 2     | 0       | 1       | 1979, 1984                   |
| 17 | Francesco Moser          | 2     | 0       | 1       | 1975, 1978                   |
| 21 | Philippe Gilbert         | 2     | 0       | 0       | 2009, 2010                   |
| 21 | Paolo Bettini            | 2     | 0       | 0       | 2005, 2006                   |
| 21 | Tony Rominger            | 2     | 0       | 0       | 1989, 1992                   |
| 21 | Gianbattista Baronchelli | 2     | 0       | 0       | 1977, 1986                   |
| 21 | Jo de Roo                | 2     | 0       | 0       | 1962, 1963                   |
| 21 | Mario Ricci              | 2     | 0       | 0       | 1941, 1945                   |

Stand: 12. Oktober 2024